# Châtres, Dordogne
Châtres är en kommun i departementet Dordogne i regionen Nouvelle-Aquitaine i sydvästra Frankrike. Kommunen ligger i kantonen Terrasson-Lavilledieu som tillhör arrondissementet Sarlat-la-Canéda. År 2022 hade Châtres 181 invånare.

## Befolkningsutveckling
Antalet invånare i kommunen Châtres
Referens:INSEE